# I Got Id
I Got Id è una canzone dei Pearl Jam, contenuta nell'EP Merkin Ball, in qualità di A-side e realizzato in collaborazione con Neil Young. Conosciuta anche come I Got Shit, la canzone è contenuta anche in Rearviewmirror: Greatest Hits 1991-2003.
La canzone fu realizzata durante le session di Neil Young e dei Pearl Jam per la registrazione di Mirror Ball, album del 1995 del rocker canadese. Solo due membri della band appaiono su questa canzone: Eddie Vedder alla voce e Jack Irons alla batteria. Young suona la chitarra solista e Brendan O'Brien il basso.
Il 10 maggio 2006, nel concerto dei Pearl Jam a Toronto, il cantante rivelò che il ritornello fu ispirato da un verso di Cinnamon Girl di Neil Young